# جاده ئی۰۱۶ اروپا
جاده ئی۰۱۶ اروپا (به انگلیسی: European route E016) یکی از جاده‌های درجه ۲ قاره اروپا است.
این جاده که در کشور قزاقستان قرار دارد، از شهر زاپادنوئه شروع شده در شهر آستانه به پایان میرسد.